# Erophylla bombifrons
Erophylla bombifrons é uma espécie de morcego da família Phyllostomidae. Pode ser encontrada em Hispaniola e Porto Rico.